# Руске средњовековне архитектонске школе
У развоју руске средњовековне архитектуре разликују се пет посебних школа. Ове школе добиле су имена по појединим великим градовима, културним, економским и административним средиштима средњовековне Русије.

## Подела
Постоје пет врста архитектонских школа, и то:
1. Кијевско-черниговска школа
2. Псковско-новогородска школа
3. Полоцко-Смоленска школа
4. Владимирско-Суздаљска школа
5. Московска школа